# Lycoming O-360
Il Lycoming O-360 ed i suoi derivati formano una famiglia di motori aeronautici a cilindri contrapposti 4 cilindri raffreddati ad aria, prodotto dagli anni quaranta dall'azienda statunitense AVCO Lycoming ed attualmente ancora in produzione nelle versioni più recenti con le successive realtà aziendali Textron Lycoming e l'attuale Lycoming Engines.
La sigla O-360 identifica il modello in base alla sua architettura (Opposed) ed alla cilindrata espressa in pollici cubi, circa 360 in³.
La serie O-360 serie, sviluppata in ben 167 differenti modelli, copre la fascia tra i 145 ed i 225 hp (109-168 kW).

## Utilizzatori

### O-360

#### Aerei

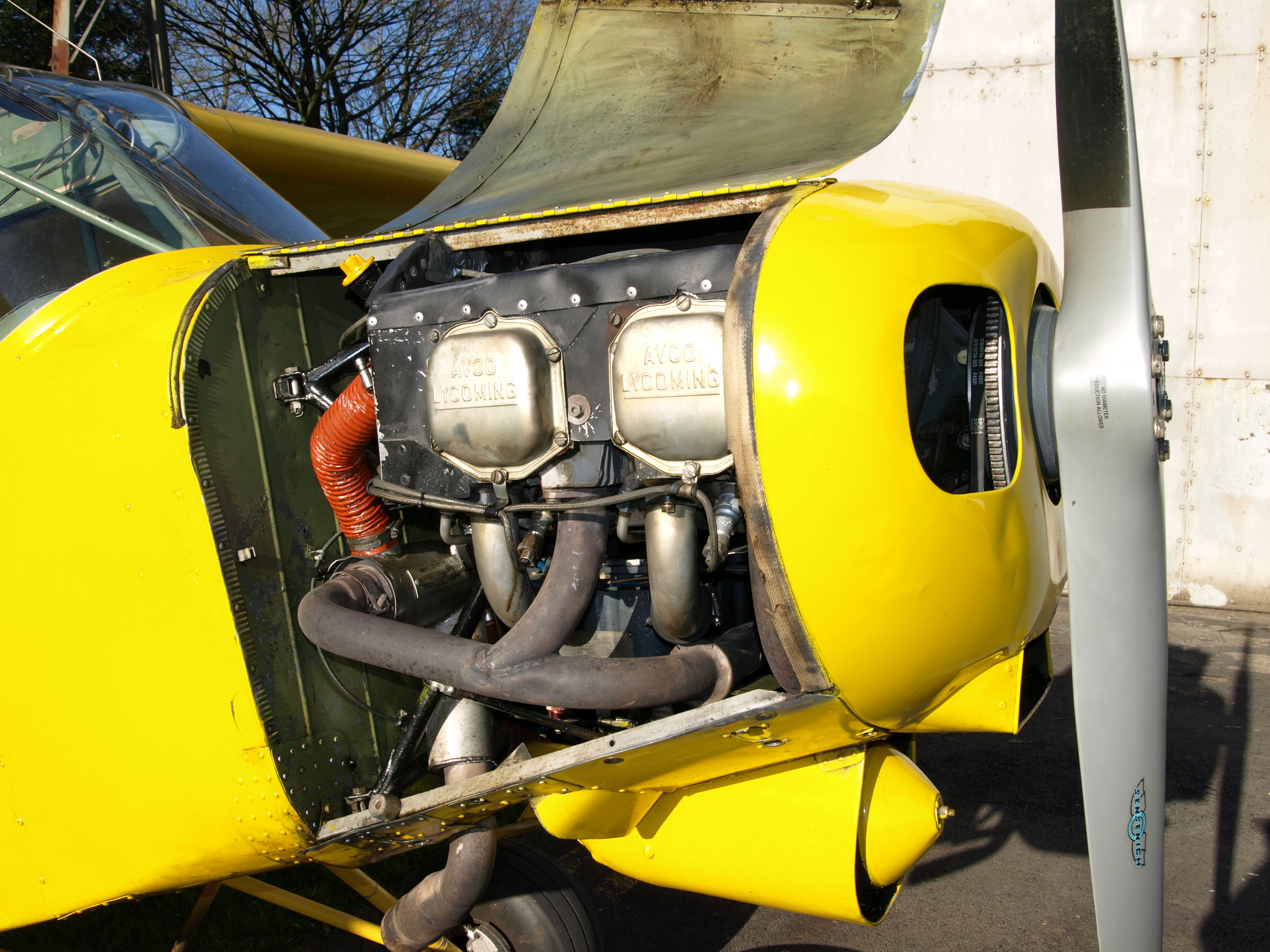
Un Lycoming O-360-A4A installato in un Piper PA-18

Argentina
- Aero Boero AB-180

 Francia
- Robin Aiglon
- SAN Jodel D.140 Mousquetaire

 Italia
- Partenavia P.64 Oscar

 Stati Uniti
- Aero Commander Lark Commander
- American Aviation AA-2 Patriot
- Beechcraft Duchess
- Beechcraft Musketeer
- Beechcraft Travel Air
- Cessna 172RG Cutlass
- Cessna 177
- Grob G 115
- Grumman American AA-5
- Lancair 360
- Maule M-5
- Piper PA-18 Super Cub
- Piper Cherokee 180
- Piper PA-24-180 Comanche
- Piper PA-44-180 Seminole
- Van's Aircraft RV-6
- Van's Aircraft RV-7
- Van's Aircraft RV-8
- Zenith STOL CH 801

 Svezia
- Saab 91 Safir

#### Elicotteri
Italia
- Aer Lualdi L-55

 Stati Uniti
- Robinson R22

 Francia
- Guimbal Cabri G2

#### Motoalianti
- Schweizer SGM 2-37

### LO-360
- Piper PA-44-180 Seminole

### IO-360
- Cessna 172R/172S
- Cessna 336 Skymaster
- Cessna T-41 Mescalero
- Diamond DA40
- Mooney M20[3]
- OMA SUD SkyCar
- PAC CT/4
- Piper Arrow
- Piper PA-34 Seneca I
- Scaled Composites Boomerang
- Scottish Aviation Bulldog
- Seawind 2000
- Thorp T-18
- Van's Aircraft RV-6
- Van's Aircraft RV-7
- Van's Aircraft RV-8
- Zeppelin LZ N07
- Zlín Z 42

### LIO-360

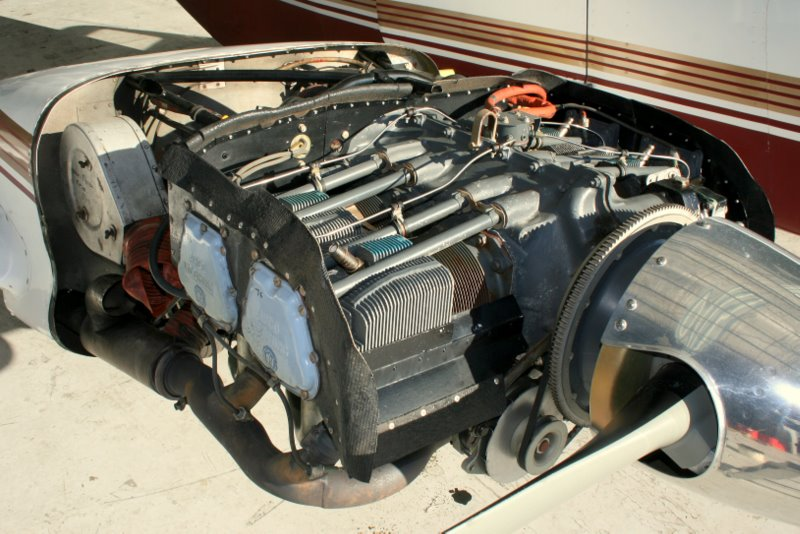
Un Lycoming LIO-360 installato su un Piper Seneca

- Piper PA-34 Seneca I

### AEIO-360
- Aero-Cam Slick 360
- Pitts Special
- Valmet L-70 Vinka
- Zlín Z 242

### HIO-360
- Enstrom F-28
- Hiller OH-23 Raven
- Schweizer 300

### LHIO-360
- Silvercraft SH-3[4]
- Silvercraft SH-4[4]